# Atomistique
Pour les articles homonymes, voir Atomistique (homonymie).
L'atomistique est un domaine de la physique consacré à l'étude descriptive de la structure interne de l'atome, de ses propriétés et des échanges d'énergies en son sein.